# Hanna Crymble
Hanna Crymble (ur. 2 września 1997 w Champlin) – amerykańska koszykarka występująca na pozycjach silnej skrzydłowej lub środkowej, od 2023 zawodniczka SKK Polonia Warszawa.
3 grudnia 2023 została zawodniczką SKK Polonia Warszawa.

## Osiągnięcia
Stan na 9 marca 2024, na podstawie, o ile nie zaznaczono inaczej.

### NCAA
- Defensywna zawodniczka roku konferencji America East (2020)
- Zaliczona do:
  - I składu:
    - America East (2020)
    - defensywnego America East (2020)
    - America East All-Academic Team (2018–2020)
    - debiutantek America East (2017)

  - II składu America East (2018)
  - III składu:
    - CoSIDA Academic All-American (2020)
    - America East (2019)

### Drużynowe
- Brązowa medalistka niemieckiej ligi Damen Basketball Bundesliga (DBBL – 2021)